# Kozsevnyikovo (Tomszki terület)
Kozsevnyikovo (oroszul: Кожевниково) falu Oroszország Tomszki területén, Nyugat-Szibériában, a Kozsevnyikovói járás székhelye.
Népessége: 8174 fő (a 2010. évi népszámláláskor).
A Tomszki terület déli részén, Tomszk területi székhelytől 109 km-re délnyugatra, az Ob bal partján, Melnyikovótól délre helyezkedik el. 1930 óta járási székhely (1924-től a székhely Voronovo volt.)
Ez a Tomszki terület legdélibb járása. Helyi adottságai, jó minőségű talajai kedveznek a mezőgazdasági termelésnek. 